# Live Johnny Winter And
Live Johnny Winter And je koncertní album amerického blues rockového kytaristy Johnny Wintera, vydané v květnu roku 1971.

## Seznam skladeb
| Pořadí | Název                                                                                              | Délka |
| ------ | -------------------------------------------------------------------------------------------------- | ----- |
| 1.     | Good Morning Little School Girl                                                                    | 4:35  |
| 2.     | It’s My Own Fault                                                                                  | 12:14 |
| 3.     | Rock And Roll Medley                                                                               | 4:26  |
| 4.     | Jumpin’ Jack Flash“ 1. „Great Balls Of Fire“ 2. „Long Tall Sally“ 3. „Whole Lotta Shakin’ Goin’ On | 6:46  |
| 5.     | Mean Town Blues                                                                                    | 8:59  |
| 6.     | Johnny B. Goode                                                                                    | 3:22  |

## Sestava
- Johnny Winter – zpěv, kytara
- Rick Derringer – zpěv, kytara
- Randy Jo Hobbs – zpěv, baskytara
- Bobby Caldwell – bicí, perkuse